# 仙峰寺
仙峰寺位於四川省樂山市峨眉山市，文物遺址年代判定為清代。2007年6月1日公佈為四川省第七批文物保護單位。

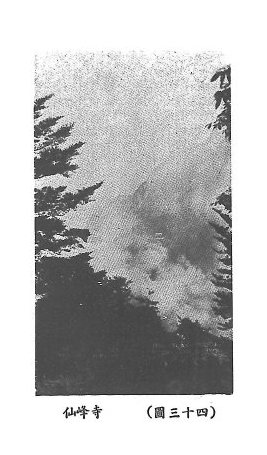
仙峰寺

仙峰寺附近風景

## 軼聞
在隻狼：暗影雙死遊戲中存在一個重要地圖仙峰寺，而現實中在中國四川峨嵋山景區內也有同名寺廟仙峰寺，且現實中峨嵋山仙峰寺附近也是猴群眾多，不少人都曾在遊記中寫道，看到猴子在屋頂或跑到食堂要飯等等，這與遊戲中仙峰寺的山區、猴子和僧人等元素不謀而合，導致部分玩家開始惡搞該景區評價，如在某些旅遊APP與網站上，不少玩家都開始刷起一些奇怪的評價與問題，例如問這裡的僧人是不是會「吐蜈蚣」，能不能「免費領米」，刷和尚經驗多不多，甚至猴子都在哪裡？而網友的回答也很不正經，還有人假裝自己是住持，說自己最近把那些在樹上、屋頂上盪來盪去的遊客都打死了。